# Jan (Ławrinienko)
Jan, imię świeckie Wiktor Filippowicz Ławrinienko (ur. 28 lutego?/12 marca 1899 w Jekatierinodarze, zm. 12 października 1985 w Chersoniu) – rosyjski biskup prawosławny.

## Życiorys
Ukończył seminarium duchowne w Stawropolu. Po rewolucji październikowej emigrował z Rosji. Śluby mnisze złożył w Stambule przed biskupem sewastopolskim Beniaminem. Ten sam hierarcha wyświęcił go 26 czerwca 1921 na hierodiakona, zaś 31 lipca tego samego roku – na hieromnicha. Jan (Ławrinienko) żył następnie w różnych klasztorach Serbskiego Kościoła Prawosławnego.
W 1922 udał się do Polski i został skierowany do monasteru Św. Ducha w Wilnie. Od 1923 zasiadał również w konsystorzu diecezji wołyńskiej, po czym został katechetą w gimnazjum w Krzemieńcu. W 1925 wrócił do Wilna jako przełożony monasteru Trójcy Świętej i wykładowca prawosławnego seminarium duchownego. Otrzymał godność igumena.
W latach 1927–1931 studiował w Studium Teologii Prawosławnej Uniwersytetu Warszawskiego, uzyskując tytuł magistra. W 1931 został wyznaczony na przełożonego monasteru Objawienia Pańskiego w Krzemieńcu i ponownie wszedł w skład konsystorza diecezji wołyńskiej. W 1932 otrzymał godność archimandryty.
W 1935 przeniesiony, ponownie jako przełożony, do monasteru Świętych Borysa i Gleba w Grodnie, a następnie do monasteru w Żyrowicach. W tym samym roku ogłosił swoje przejście w jurysdykcję Rosyjskiego Kościoła Prawosławnego. Metropolita moskiewski Sergiusz planował skierować go do Stanów Zjednoczonych jako biskupa alaskańskiego, jednak do chirotonii biskupiej Jana (Ławrinienki) nie doszło z powodu jego złego stanu zdrowia.
W 1941 egzarcha Ukrainy, metropolita Mikołaj wyznaczył go na proboszcza parafii przy soborze w Kowlu. 9 grudnia tego samego roku w Ławrze Poczajowskiej miała miejsce jego chirotonia na biskupa kowelskiego, wikariusza eparchii wołyńskiej. W ceremonii wzięli udział metropolita wołyński i żytomierski Aleksy, arcybiskup odeski i chersoński Antoni, arcybiskup czernihowski i nieżyński Szymon oraz biskup piński i poleski Beniamin. W 1942 objął katedrę brzeską i kobryńską. Rok później otrzymał godność arcybiskupią i tytuł biskupa poleskiego i brzeskiego.
W 1945 z polecenia patriarchy moskiewskiego i całej Rusi Aleksego został proboszczem cerkwi św. Włodzimierza w Mariańskich Łaźniach. Rok później został arcybiskupem mołotowskim i solikamskim. W 1956 objął katedrę ałmacką, zaś od 1957 do 1959 był arcybiskupem czelabińskim i złatoustowskim. W 1959 odszedł w stan spoczynku.
16 marca 1961 został przywrócony do czynnej działalności duszpasterskiej i wyznaczony na arcybiskupa kostromskiego i galickiego, jednak 5 maja tego samego roku ponownie odszedł w stan spoczynku. Żył w Chersoniu i tam zmarł w 1985.